# Weihnachten auf hoher See
Weihnachten auf hoher See ist das achte Studioalbum sowie das erste Weihnachtsalbum des österreichischen Schlagersängers Freddy Quinn, das 1963 im Musiklabel Polydor (Nummer 237 381) erschien. Es errang den neunten Platz in den deutschen Albumcharts. Es war 1964 ein Nummer-eins-Album in Deutschland und erlangte zwei Goldene Schallplatten. Die Singleauskopplung Weihnacht im Schnee (geschrieben von Fritz Graßhoff, Lotar Olias und Walter Rothenburg)/Weihnacht im Hafen (geschrieben von Lotar Olias und Walter Rothenburg) konnte sich nicht in den Charts platzieren.

## Titelliste
Das Album beinhaltet folgende 13 Titel:
- Seite 1

1. Seemanns Weihnacht (im Original als Stille Nacht, heilige Nacht von Franz Xaver Gruber und Joseph Mohr, 1818[3])
2. O Tannenbaum (im Original als Der Tannenbaum von August Zarnack, Ernst Anschütz und Melchior Franck, 1824[4])
3. Am Weihnachtsbaume die Lichter brennen (im Original ein Volkslied[5])
4. Vom Himmel hoch, da komm ich her (im Original ein von Martin Luther, 1539[6])
5. Alle Jahre wieder (im Original von Friedrich Silcher und Wilhelm Hey, 1841[7])
6. Leise rieselt der Schnee (im Original als Weihnachtsgruß von Eduard Ebel, 1895[8])
7. Süßer die Glocken nie klingen (im Original ein Volkslied[9])

- Seite 2

1. Es ist ein Ros’ entsprungen (im Original ein Volkslied[10])
2. O du fröhliche (im Original ein Volkslied[11])
3. Weihnacht im Schnee
4. Weihnacht im Hafen
5. Ave Maria (im Original von Charles Gounod, 1852[12])
6. Stille Nacht, heilige Nacht (im Original von Franz Xaver Gruber und Joseph Mohr, 1818[3])

## Rezeption

### Charts und Chartplatzierungen
| Periode   | Höchstplatzierung, GesamtwochenChartsChartplatzierungen (Periode, Platzierungen, Wochen) |
| Periode   | DE                                                                                       |
| --------- | ---------------------------------------------------------------------------------------- |
| 1963/64   | DE1 (4 Wo.)DE                                                                            |
| 1964/65   | DE23 (4 Wo.)DE                                                                           |
| 1965/66   | DE14 (8 Wo.)DE                                                                           |
| 1966/67   | DE30 (4 Wo.)DE                                                                           |
| 1967/68   | DE32 (4 Wo.)DE                                                                           |
| Insgesamt | DE1 (24 Wo.)DE                                                                           |

### Auszeichnungen für Musikverkäufe
| Land/Region        | Auszeichnungen für Musikverkäufe (Land/Region, Auszeichnung, Verkäufe) | Verkäufe |
| ------------------ | ---------------------------------------------------------------------- | -------- |
| Deutschland (BVMI) | 2× Gold                                                                | 500.000  |
| Insgesamt          | 2× Gold ·                                                              | 500.000  |